# Parè
Parè es una localidad italiana de 1784 habitantes, capital del municipio de Colverde en la Lombardía, en la provincia de Como.

## Historia
Desde 1808 a 1816 el municipio fue suprimido y junto con el de Gironico, al cual fueron agregados también los de Drezzo y Montano.
Desde 1928 a 1956 los municipios de Parè, Drezzo y Cavallasca se fusionaron en un solo municipio, llamado Lieto Colle.
Fue un municipio independiente hasta 2014, en que fue disuelto y pasó a formar parte del municipio de Colverde.

## Evolución demográfica
| Gráfica de evolución demográfica de Parè entre 1861 y 2001 |
|                                                            |
| Fuente ISTAT - elaboración gráfica de Wikipedia            |

## Nacidos en Parè
- Giuseppe Leoni (nacido en 1778). Fue famoso en Europa como "el hombre incombustible".